# Marden Menezes
Marden Luís Brito Cavalcante e Menezes, mais conhecido como Marden Menezes, (Teresina, 20 de março de 1977) é um advogado e político brasileiro. É deputado estadual pelo Piauí.

## Dados biográficos
Filho de Luiz Cavalcante e Menezes e Maria do Socorro Brito Cavalcante Menezes. Advogado formado pelo Centro de Ensino Unificado de Teresina (CEUT), foi o candidato a deputado estadual mais votado pelo PPS em 1998, mas não se elegeu por falta de quociente eleitoral. Presidente da Empresa Piauiense de Turismo (PIEMTUR) no segundo governo Mão Santa, Eleito primeiro suplente de deputado estadual via PSDB em 2002, foi efetivado quando Gustavo Medeiros elegeu-se prefeito de União em 2004 e desde então Marden Menezes foi reeleito em 2006, 2010, 2014, 2018 e 2022, neste último caso pelo PP, legenda da qual foi expulso em 2025.
Seu pai foi eleito deputado estadual pelo Piauí por dois mandatos e prefeito de Piripiri por cinco vezes.